# Gregers Nielsen
Gregers Nielsen (født 16. september 1931 i Odense, død 9. februar 2002) var en dansk pressefotograf der regnes for en af de betydeligste pressefotografer i efterkrigstiden.
Gregers Nielsen blev født i 1931 i Odense. Han blev pressefotografelev på Fyns Stiftstidende i 1948, hvor han var ansat frem til 1951.
Under et ophold i Paris i 1959-61 kom han i kontakt med fransk dokumentarfotografi og blev stærkt inspireret.
Under indflydelse fra Magnum Photos var han i 1964 medstifter af den banebrydende fotogruppe Delta Photos, der blandt andre talte medlemmer som Morten Bo og Jesper Høm. Delta Photos var blandt andet kendt for et socialt og humanistisk engagement og gruppens billeder var især fokuseret på danskernes vilkår i 60'erne og frem til opløsningen i 1975.
I 1985 var han med til at stifte Billedhuset . Gruppen talte nogle af moderne dansk fotografis største navne. Senere fusionerede huset med fotokollektivet 2. Maj og blev til BAM, der ejes i dag af Scanpix.
Gregers Nielsen var en særdeles produktiv fotograf. Ud over aviser og magasiner, kunne hans billeder ses på anerkendte institutioner som Charlottenborg, Museet for Fotokunst og Bredemuseet. Desuden er han krediteret i 36 film.
Men især er han nok mest husket for tre produktioner:
- Instruktør, fotograf, producent på Skæve dage i Thy fra 1970. Filmen er et portræt af Thy-lejren og de mange sære eksistenser, der befolkede den.
- Værket Billeder til tiden fra 1988, udgivet i 40-året for starten af Gregers Nielsens karriere.
- Danmarksbilleder fra 1994. En episk billedfortælling om Danmark gennem mere end 5 årtier, illustreret med 300 fotos. Bogen har bidrag af Klaus Rifbjerg, Ebbe Kløvedal Reich, Suzanne Brøgger, Kristen Bjørnkjær, Klaus Lynggaard og Marina Cecilie Roné.

Gregers Nielsens styrke var hans evne til at fotografere ærligt og uden fordomme. Hans billedsprog var stille, ofte med et positivt eller humoristisk strøg, men aldrig blot registrerende som traditionelt pressefotografi.
Gregers Nielsen døde 9. februar 2002 og er begravet på Frederiksberg Kirkegård.